# Carl Rydqvist
Carl Magnus Rydqvist (i riksdagen kallad Rydqvist i Stockholm), född 12 maj 1806 i Göteborg, död 11 juli 1884 i Lovö, var en svensk advokatfiskal och riksdagsman, bror till Johan Erik Rydqvist.
Rydqvist var ledamot av riksdagens första kammare 1869-1878, invald i Älvsborgs läns valkrets. Han invaldes 1857 som ledamot nummer 534 av Kungliga Vetenskapsakademien och 1861 som ledamot nummer 379 i Kungliga Musikaliska Akademien.
Rydqvist, som även tillhörde Lantbruksakademien, bedrev ett omfattande juridiskt och ekonomiskt författarskap.